# Myrteta interferenda
Myrteta interferenda är en fjärilsart som beskrevs av Eugen Wehrli 1939. Myrteta interferenda ingår i släktet Myrteta och familjen mätare. Inga underarter finns listade i Catalogue of Life.